# Euchlaena undularia
Euchlaena undularia är en fjärilsart som beskrevs av Dyar 1910. Euchlaena undularia ingår i släktet Euchlaena och familjen mätare. Inga underarter finns listade i Catalogue of Life.